# Stadtwerke Lüdenscheid
Die Stadtwerke Lüdenscheid GmbH ist ein kommunales Versorgungsunternehmen, das die Stadt Lüdenscheid mit Strom, Gas, Wasser und Wärme versorgt und ebenfalls verschiedene weitere Einrichtungen betreibt, so zum Beispiel das Familienbad Nattenberg und das Saunadorf.

## Struktur
Die Stadtwerke gehört zur Enervie-Gruppe. Diese im Jahre 2006 gegründete Gruppe ist zu rund 80 Prozent im Besitz der Städte und Gemeinden in Südwestfalen. Beispielsweise hält die Stadt Lüdenscheid 24,12 Prozent der Aktien. Neben den Stadtwerken Lüdenscheid gehören noch Mark-E und die Netzgesellschaft ENERVIE Vernetzt zu Enervie.

## Zahlen
Der Umsatz der Enervie Gruppe im Geschäftsjahr 2024 betrug 1.448 Mio. €. Für die Versorgung der fast 400.000 Energiekunden sowie Energiehandelspartner lieferten die Tochtergesellschaften Mark-E und Stadtwerke Lüdenscheid 2024 rund 4.480 Mio. Kilowattstunden (kWh) Strom, 3.421 Mio. kWh Gas, 59 Mio. kWh Wärme und 16,7 Mio. Kubikmeter (m³) Trinkwasser. Der Freizeitbereich (Schwimmbad und Saunadorf) erbrachte im Jahr 2012 einen Umsatz von 2,1 Mio. € durch 318.175 Gäste.